# Gle Dua (berg i Indonesien, lat 5,53, long 95,63)
Gle Dua är ett berg i Indonesien.   Det ligger i provinsen Aceh, i den västra delen av landet, 1 800 km nordväst om huvudstaden Jakarta. Toppen på Gle Dua är 367 meter över havet.
Terrängen runt Gle Dua är varierad.Runt Gle Dua är det ganska glesbefolkat, med 34 invånare per kvadratkilometer. I omgivningarna runt Gle Dua växer i huvudsak städsegrön lövskog.